# Michel Rolle
Michel Rolle (Ambert, 21 de abril de 1652 – Paris, 8 de novembro de 1719) foi um matemático francês, que trabalhou principalmente com teoria das equações, área na qual encontrou diversos resultados, dentre os quais destaca-se o teorema de Rolle, formulado em 1691.

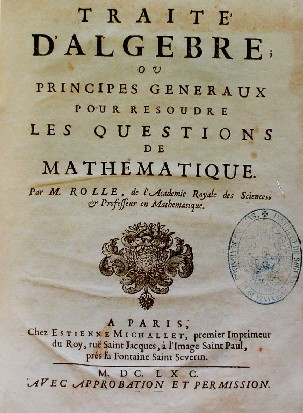
Michel Rolle, Traité d'algèbre (1690).

Também inventou a notação {\displaystyle {\sqrt[{n}]{x}}} para designar a enésima raiz de {\displaystyle x}.
Em seu livro Traité d'algèbre (1690) encontra-se a primeira descrição na Europa do algoritmo de eliminação de Gauss, que Rolle chamava de método da substituição.